# Gibbinae
La Gibbinae es una subfamilia taxonómica de escarabajos.

## Distribución geográfica
Reside en Europa, principalmente en Francia.

## Alimentación y hábitat
Se alimentan de residuos de origen animal y vegetal. Son carroñeros, y muchas de sus especies están asociadas con hábitats más humanos y, por tanto, pueden convertirse en plagas de una amplia variedad de productos almacenados.
Sus hábitats naturales incluyen nidos o excrementos de vertebrados, madera en descomposición y otros tipos de sustrato vegetal.